# Jannik Vestergaard
Jannik Vestergaard (3 d'agost de 1992) és un futbolista professional danès que juga com a defensa central al Leicester City FC.
Fill de pare danès i mare alemanya, va néixer a Hvidovre, un suburbi de Copenhaguen, i va créixer a Copenhaguen.
De jove va jugar al Brøndbyernes Idrætsforening. Va començar la seva carrera sènior amb el club alemany Turn- und Sportgemeinschaft 1899 Hoffenheim. El gener de 2015 va anar al Sport-Verein Werder von 1899 Bremen.
L'11 de juny de 2016, Vestergaard es va unir al Borussia VfL 1900 Mönchengladbach per 12 milions € més bonificacions.
El maig de 2018 Vestergaard va ser anomenat en les preliminars daneses per formar la selecció de futbol de Dinamarca per la Copa del Món de Futbol de 2018 a Rússia.